# اهانا کریشنا
اهانا کریشنا (انگلیسی: Ahaana Krishna)؛ (زادهٔ ۱۳ اکتبر ۱۹۹۵ ) بازیگر هندی است که به‌طور عمده در فیلم‌های مالایالم و فیلم‌های تبلیغاتی حضور می‌یابد. او اولین بازیگری خود در نقش اول فیلم را در فیلم من استیو لوپز هستم به کارگردانی راجیو راوی در برابر فرهان فاضل، انجام داد.

## فیلم‌شناسی
| سال  | نام فیلم           | نقش             | نکات       | مرجع  |
| ---- | ------------------ | --------------- | ---------- | ----- |
| ۲۰۱۴ | من استیو لوپز هستم | آنجلی           | اولین فیلم | [ ۳ ] |
| ۲۰۱۹ | لوکا               | نیهاریکا بانرجی |            |       |
| ۲۰۲۳ | مورچه و پروانه     | آیشواریا        |            | [ ۴ ] |